# Liste der UEFA-Women’s-Champions-League-Endspiele
Die Liste der UEFA-Women’s-Champions-League-Endspiele enthält alle Finalbegegnungen seit Einführung des Wettbewerbs als UEFA Women’s Cup im Jahr 2001. Die UEFA Women’s Champions League ist der einzige Europapokalwettbewerb im europäischen Frauenfußball. Der amtierende Titelträger (2025) ist Arsenal London. 
Bei der ersten Austragung wurde nur ein Finale gespielt, bis 2009 wurde das Finale in Hin- und Rückspiel entschieden. Seit der Neugestaltung und Umbenennung des Wettbewerbes zur UEFA Women’s Champions League wird wieder nur ein Endspiel ausgetragen.

## Die Endspiele und Sieger
| Saison  | Stadion                    | Stadt             | Heimmannschaft         | Ergebnis | Gastmannschaft         |
| ------- | -------------------------- | ----------------- | ---------------------- | -------- | ---------------------- |
| 2001/02 | Waldstadion                | Frankfurt am Main | 1. FFC Frankfurt       | 2:0      | Umeå IK                |
| 2002/03 | Gammliavallen              | Umeå              | Umeå IK                | 4:1      | Fortuna Hjørring       |
| 2002/03 | Hjørring Stadion           | Hjørring          | Fortuna Hjørring       | 0:3      | Umeå IK                |
| 2003/04 | Råsundastadion             | Solna             | Umeå IK                | 3:0      | 1. FFC Frankfurt       |
| 2003/04 | Stadion am Bornheimer Hang | Frankfurt am Main | 1. FFC Frankfurt       | 0:5      | Umeå IK                |
| 2004/05 | Olympiastadion             | Stockholm         | Djurgårdens IF/Älvsjö  | 0:2      | 1. FFC Turbine Potsdam |
| 2004/05 | Karl-Liebknecht-Stadion    | Potsdam           | 1. FFC Turbine Potsdam | 3:1      | Djurgårdens IF/Älvsjö  |
| 2005/06 | Karl-Liebknecht-Stadion    | Potsdam           | 1. FFC Turbine Potsdam | 0:4      | 1. FFC Frankfurt       |
| 2005/06 | Stadion am Bornheimer Hang | Frankfurt am Main | 1. FFC Frankfurt       | 3:2      | 1. FFC Turbine Potsdam |
| 2006/07 | Gammliavallen              | Umeå              | Umeå IK                | 0:1      | Arsenal LFC            |
| 2006/07 | Meadow Park                | Borehamwood       | Arsenal LFC            | 0:0      | Umeå IK                |
| 2007/08 | Gammliavallen              | Umeå              | Umeå IK                | 1:1      | 1. FFC Frankfurt       |
| 2007/08 | UEFA-Women’s-Cup-Arena     | Frankfurt am Main | 1. FFC Frankfurt       | 3:2      | Umeå IK                |
| 2008/09 | Zentralstadion             | Kasan             | Swesda 2005 Perm       | 0:6      | FCR 2001 Duisburg      |
| 2008/09 | MSV-Arena                  | Duisburg          | FCR 2001 Duisburg      | 1:1      | Swesda 2005 Perm       |

| Saison  | Stadion                             | Stadt              | Sieger                 | Ergebnis             | Finalist               |
| ------- | ----------------------------------- | ------------------ | ---------------------- | -------------------- | ---------------------- |
| 2009/10 | Coliseum Alfonso Pérez              | Getafe             | 1. FFC Turbine Potsdam | 0:0 n. V., 7:6 i. E. | Olympique Lyon         |
| 2010/11 | Craven Cottage                      | London             | Olympique Lyon         | 2:0                  | 1. FFC Turbine Potsdam |
| 2011/12 | Olympiastadion                      | München            | Olympique Lyon         | 2:0                  | 1. FFC Frankfurt       |
| 2012/13 | Stamford Bridge                     | London             | VfL Wolfsburg          | 1:0                  | Olympique Lyon         |
| 2013/14 | Estádio do Restelo                  | Lissabon           | VfL Wolfsburg          | 4:3                  | Tyresö FF              |
| 2014/15 | Friedrich-Ludwig-Jahn-Sportpark     | Berlin             | 1. FFC Frankfurt       | 2:1                  | Paris Saint-Germain    |
| 2015/16 | Mapei Stadium – Città del Tricolore | Reggio nell’Emilia | Olympique Lyon         | 1:1 n. V., 4:3 i. E. | VfL Wolfsburg          |
| 2016/17 | Cardiff City Stadium                | Cardiff            | Olympique Lyon         | 0:0 n. V., 7:6 i. E. | Paris Saint-Germain    |
| 2017/18 | Walerij-Lobanowskyj-Stadion         | Kiew               | Olympique Lyon         | 4:1 n. V.            | VfL Wolfsburg          |
| 2018/19 | Ferencváros-Stadion                 | Budapest           | Olympique Lyon         | 4:1                  | FC Barcelona           |
| 2019/20 | Estadio Anoeta                      | San Sebastián      | Olympique Lyon         | 3:1                  | VfL Wolfsburg          |
| 2020/21 | Gamla Ullevi                        | Göteborg           | FC Barcelona           | 4:0                  | FC Chelsea             |
| 2021/22 | Juventus Stadium                    | Turin              | Olympique Lyon         | 3:1                  | FC Barcelona           |
| 2022/23 | PSV-Stadion                         | Eindhoven          | FC Barcelona           | 3:2                  | VfL Wolfsburg          |
| 2023/24 | Estadio de San Mamés                | Bilbao             | FC Barcelona           | 2:0                  | Olympique Lyon         |
| 2024/25 | Estádio José Alvalade XXI           | Lissabon           | Arsenal Women FC       | 1:0                  | FC Barcelona           |
| 2025/26 | Ullevaal-Stadion                    | Oslo               |                        | -:-                  |                        |

## Varia
Von den 23 bisher ausgetragenen Endspielen (bis 2009 Hin- und Rückspiele gemeinsam betrachtet) kam es bisher nur viermal zur Verlängerung, wobei dreimal anschließend auch noch ein Elfmeterschießen erforderlich wurde, da es auch nach Ende der Verlängerung noch unentschieden stand.
Das häufigste Ergebnis (bis 2009 Hin- oder Rückspiel getrennt betrachtet) ist ein 2:0, was bisher fünfmal vorkam. Dreimal endete ein Endspiel mit 3:2; je zweimal gab es ein 0:0, 1:0, 1:1, und 3:0.
Das Finale von 2021 war das erste seit der Einführung als Women’s Cup (2009), an dem weder eine französische noch eine deutsche Frauschaft beteiligt waren.
Zweimal (2006 und 2017) standen sich mit Turbine Potsdam und dem 1. FFC Frankfurt beziehungsweise Olympique Lyon und Paris Saint-Germain jeweils zwei Klubs aus demselben Land im Finale gegenüber.

## Ranglisten der Austragungsorte
Häufigster Austragungsort mit bisher drei Endspielen war das Gammliavallen in Umeå in Schweden. Frankfurt am Main ist die Stadt, in der mit vier Endspielen die meisten stattfanden. Häufigster Gastgeber mit bisher acht Endspielen ist Deutschland, gefolgt von Schweden mit fünf Austragungen. Bis einschließlich der Saison 2008/09 werden Hin- und Rückspiel jeweils einzeln gezählt. Gelistet werden nur die Austragungsorte, in denen mindestens zweimal ein Endspiel stattfand.
| Rang | Stadion                              | Austr. |
| ---- | ------------------------------------ | ------ |
| 1    | Gammliavallen                        | 3      |
| 2    | Stadion am Bornheimer Hang           | 2      |
|      | Karl-Liebknecht-Stadion              | 2      |
|      | Waldstadion / UEFA-Women’s-Cup-Arena | 2      |

| Rang | Stadt             | Austr. |
| ---- | ----------------- | ------ |
| 1    | Frankfurt am Main | 4      |
| 2    | Umeå              | 3      |
|      | London            | 3      |
| 4    | Potsdam           | 2      |
|      | Stockholm         | 2      |

| Rang | Land        | Austr. |
| ---- | ----------- | ------ |
| 1    | Deutschland | 9      |
| 2    | Schweden    | 5      |
| 3    | England     | 3      |
|      | Spanien     | 3      |